# Трстена (град)
Трстена (слч. Trstená, мађ. Trsztena, пољ. Trzciana) град је у Словачкој, који се налази у оквиру Жилинског краја, где је у саставу округа Тврдошин.

## Географија
Трстена је смештена у крајње северном делу државе, близу државне границе са Пољском - 6 км северно од града. Главни град државе, Братислава, налази се 280 km јужно од града.
Рељеф: Трстена се развила у словачком делу планинског била Високих Татри, који су овде граница са Пољском. Насеље се налази у пространој Оравској котлини, испод планина. Подручје око града је планинско, на приближно 610 метара надморске висине.
Клима: Клима у Трстени је оштрија умерено континентална због знатне надморске висине.
Воде: Трстена се развила на реци Оравици. Близу града је и Оравско језеро, највеће у држави.

## Историја
Људска насеља на овом простору везује се још за време праисторије. Насеље под данашњим именом први пут се спомиње у 1371, а већ 1424. године Трстена се спомиње као град.
Крајем 1918. Трстена је постала део новоосноване Чехословачке. У време комунизма дошло је до нагле индустријализације, па и до наглог повећања становништва. После осамостаљења Словачке град је постао њено општинско средиште, али је дошло до привредних тешкоћа у време транзиције.

## Становништво
| Година:    | 1994. | 2004.   | 2014.   | 2024.   |
| ---------- | ----- | ------- | ------- | ------- |
| Број људи: | 7002  | 7579    | 7429    | 6953    |
| Разлика:   |       | +8,24 % | -1,97 % | -6,40 % |

| Година:    | 2023. | 2024.   |
| ---------- | ----- | ------- |
| Број људи: | 6978  | 6953    |
| Разлика:   |       | -0,35 % |

Данас Трстена има нешто преко 7.500 становника и последњих година број становника стагнира.
Етнички састав: По попису из 2001. састав је следећи:
- Словаци - 98,8%,
- Пољаци - 0,4%,
- остали.

Верски састав: По попису из 2001. састав је следећи:
- римокатолици - 94,3%,
- атеисти - 3,3%,
- лутерани - 0,8%,
- остали.

## Партнерски градови
- Жировњице